# The Best of Me (película)
The Best of Me es una película estadounidense de 2014. Está basada en la novela homónima de Nicholas Sparks. 
Fue dirigida por Michael Hoffman y escrita por Will Fetters y J. Mills Goodloe, protagonizada por James Marsden, Michelle Monaghan, Luke Bracey y Liana Liberato.
La filmación empezó el 6 de marzo de 2014 en Nueva Orleans. La película se estrenó el 17 de octubre de 2014 en Estados Unidos.

## Argumento
Dawson Cole trabaja en una plataforma petrolera frente a la costa de Luisiana. Una explosión en el trabajo casi lo mata, arrojándolo al agua, pero milagrosamente sobrevive. Después de su recuperación meses después, Dawson se entera de que su amigo cercano y padre sustituto, Tuck, ha muerto y regresa a casa por primera vez en casi veinte años para cumplir los últimos deseos de Tuck.
Cuando llega a la casa de Tuck, Dawson se sorprende al descubrir que Tuck también hizo arreglos para que la novia de la escuela secundaria de Dawson, Amanda, lo acompañe. Parece que la intención de Tuck era sanar el dolor entre Dawson y Amanda. Sin embargo, Amanda ahora está casada.
Dawson nació en una notoria familia de delincuentes en un lugar remoto con un padre abusivo. En flashbacks, se revela que dejó la casa de su padre y pasó la noche en el garaje de Tuck Hostetler. Tuck, un mecánico local que recientemente había perdido a su esposa, permitió que Dawson viviera con él y finalmente lo consideró un hijo propio.
Dawson y Amanda asistieron a la misma escuela secundaria y comenzaron a salir, y pronto se enamoraron. En la tarde del baile de graduación, el padre y los hermanos de Dawson golpearon a Tuck. Dawson, enojado, va a casa de su padre con la intención de matarlo con el rifle de Tuck. Sin embargo, se pelean y el primo de Dawson, un futuro padre adolescente, muere accidentalmente. A cambio de una sentencia más leve, Dawson testifica contra su padre y sus hermanos. Dado que Dawson no obtendría la libertad condicional durante al menos cuatro años, cortó los lazos con Amanda, obligándola a elegir la universidad en lugar de quedarse con él.
Después de la muerte de Tuck, Amanda y Dawson se encuentran con el abogado de Tuck y se enteran de que deben esparcir las cenizas de Tuck en una cabaña que posee con su esposa. Más tarde, Dawson y Amanda pasan juntos una noche apasionante. Almuerzan y discuten sus planes, durante los cuales Amanda le recuerda a Dawson que ella había seguido tratando de visitarlo en prisión. Al día siguiente, Amanda decide regresar con su familia y su matrimonio tenso, para cumplir con sus compromisos familiares.
Cuando Amanda se va a casa, Dawson se queda en casa de Tuck para restaurar el jardín. Sin embargo, luego decide separarse de su esposo y le deja a Dawson un mensaje de voz expresando su amor. Antes de que algo más pueda pasar entre ellos, Dawson es atacado y casi asesinado por sus hermanos, después de haber sido casi empujado frente a un tren en movimiento. Dawson los deja inconscientes, pero después de llamar al 911, su padre lo ve al otro lado de las vías del tren y lo matan a tiros.
Mientras tanto, Amanda recibe una llamada de que su hijo ha tenido un accidente automovilístico. Al llegar al hospital, el médico le dice que necesita un nuevo corazón. Esa misma noche, los médicos le comunican que han encontrado un donante. Mientras duerme, Amanda sueña con Dawson sentada al costado de su cama cuando la despierta el timbre de la puerta de su madre, quien ha venido a decirle que Dawson había sido asesinado a tiros por su padre.
Un año después, Amanda recibe una llamada de su hijo diciéndole que descubrió quién era el donante y que tal vez ella lo conocía: Dawson Cole. Sorprendida y feliz al escuchar esto, regresa a la casa que Tuck les había dejado. Es allí donde lee la carta que Dawson le había dejado, diciéndole cuánto la amaba. Ella procede a dar un paseo por el jardín que Dawson había arreglado maravillosamente para ella antes de morir.

## Elenco
- James Marsden como Dawson Cole.
- Luke Bracey como Dawson Cole (Joven).
- Michelle Monaghan como Amanda Collier.
- Liana Liberato como Amanda Collier (Joven).
- Gerald McRaney como Tuck.
- Sebastian Arcelus como Frank Reynolds.
- Jon Tenney como Harvey Collier.
- Caroline Goodall como Evelyn.
- Ian Nelson como Jared.
- Schuyler Fisk como April mayor.
- Robby Rasmussen como Bobby Cole / Aaron Cole.
- Rob Mello como Ted Cole.
- Hunter Burke como Abee Cole.
- Sean Bridgers como Tommy Cole.

## Producción
El 17 de junio de 2011, Warner Bros. adquirió los derechos de la película de la novela The Best of Me por Nicholas Sparks. El 15 de marzo de 2012, se anunció que el estudio había contratado a J. Hills Goodloe para adaptar el libro a la película.
El 27 de septiembre, se informó que Warner Bros. estaba en las charlas finales con Michael Hoffman para dirigir la película, Will Fetters escribiría el guion, haciendo su segunda adaptación de una novela de Sparks, y Denise Di Novi para producir la película. El 25 de julio de 2013, Relativity Media adquirió los derechos de distribución de Warner Bros. El 22 de octubre, Michelle Monaghan fue contratada para interpretar a Amanda Collier, y Ryan Kavanaugh para coproducir la película. El 24 de octubre, el estudio fijó fecha para un estreno, el 17 de octubre de 2014.
El 10 de enero de 2014, el estudió le ofreció a James Marsden para interpretar a Dawson Cole, reemplazando a Paul Walker, luego de su muerte. El 28 de enero, Liana Liberato se unió al elenco. El 12 de febrero, Luke Bracey fue agregado al elenco. El 12 de marzo, Sebastian Arcelus y Gerald McRaneyse unieron al elenco de la película. El 25 de marzo, Jon Tenney fue agregado al elenco para interpretar a Harvey Collier, el padre de Amanda.

### Filmación
El rodaje comenzó el 6 de marzo de 2014 en Nueva Orleans. El 30 de abril y el 1 de mayo la filmación tuvo lugar en Covington.

### Posproducción
El 27 de junio de 2014, se anunció que el compositor Aaron Zigman haría la banda sonora de la película.

## Estreno
Relativity Media estrenó la película el 17 de octubre de 2014.

## Recepción

### Taquilla
La película se estrenó en América del Norte el 17 de octubre de 2014 en 2,936 cines. En su primera semana, la película obtuvo $10 millones debutando en el número 5 en el peor estreno de una película en la historia del cine de los Estados Unidos.

### Críticas
En Rotten Tomatoes, la película tiene un 8% basado en 72 críticas, con una puntuación de 3,5/10. En Metacritic, la película tiene una puntuación de 29 de 100.